# Divortium aquarum

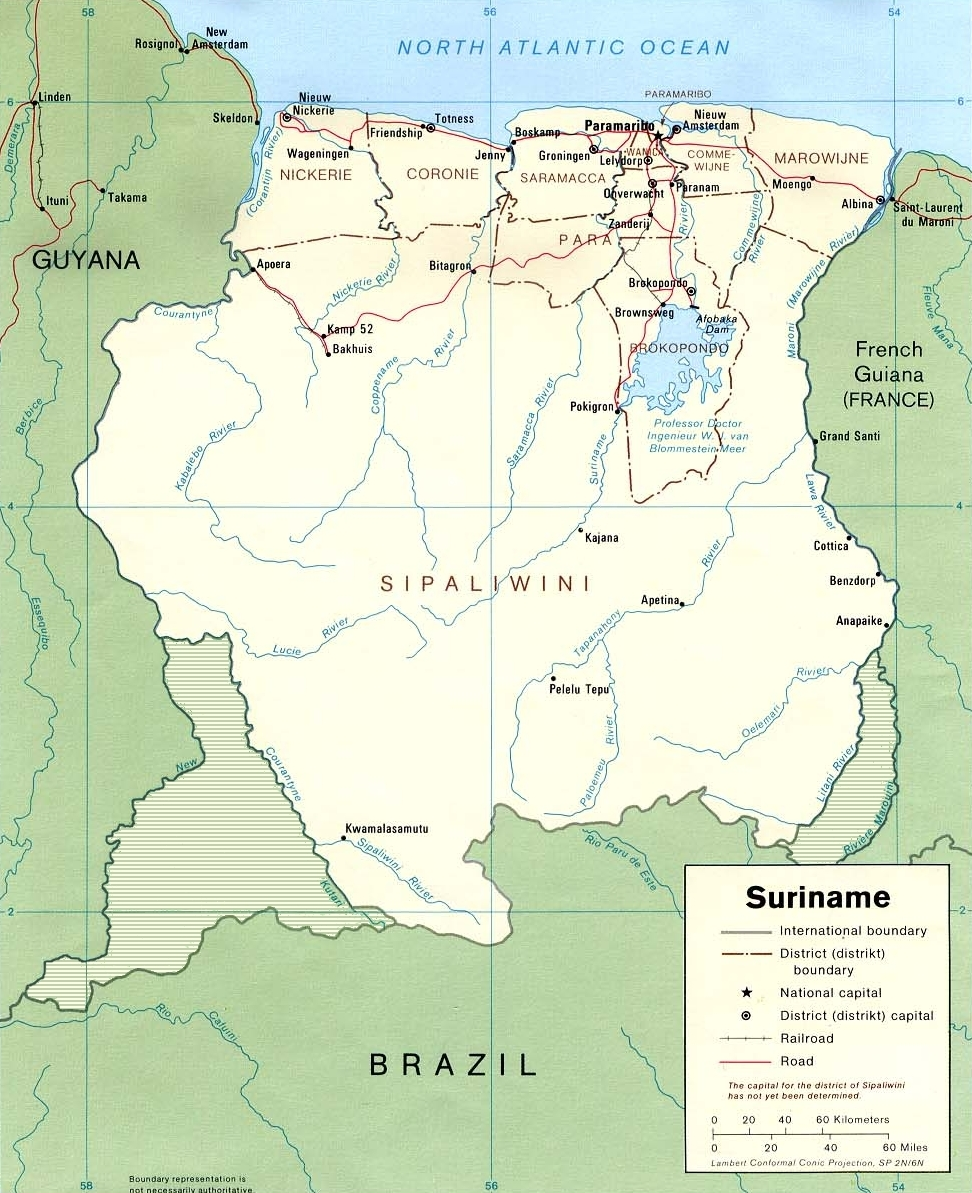
A Serra do Tumucumaque marca o divisor de águas entre o Brasil e o Suriname

Divortium aquarum é uma expressão latina que significa divisória de águas. Diz-se da linha imaginária que traça a separação entre duas vertentes ou bacias fluviais limítrofes no ponto mais alto entre estas. No direito internacional recorre-se com frequência às divisórias de águas como critério para estabelecer fronteiras em regiões de difícil acesso, como a Amazónia, com alta densidade de rios e escassez de outras referências geográficas ou falta de fronteiras históricas.

## Exemplos clássicos

### Brasil–Suriname
Um exemplo clássico de acordo de divisão fronteiriça por divortium aquarum é a fronteira entre o Brasil e o Suriname, na qual não há nenhum compartilhamento de bacias hidrográficas entre os dois países, sendo a fronteira portanto totalmente seca. Sendo assim, o Suriname não tem acesso aos rios da bacia amazônica, que correm para o sul, nem o Brasil aos rios das bacias do Corantine e Maroni, que correm em direção ao litoral norte, parte do Atlântico que banha as Guianas.
Sobre tal divisória, no livro Estudos brasileiros (volume 1, edições 1-3), de 1938, por Claudio Ganns, pode-se ler:
A Guiana Holandesa, ou Colônia de Suriname, tem seus limites com o Brasil plenamente definidos.(...) O comandante Braz de Aguiar e o almirante Keyser, este pela Holanda, encerraram a delicada tarefa no meio da maior harmonia. Aliás, a Holanda nunca nos criou dificuldades. A linha, que só se estende com o Pará, começa na serra do Tumucumaque, onde nasce o Corentine, segue a cumeada da mesma serra na partilha das águas entre a bacia do Amazonas, ao sul e as dos cursos d'água que correm em direção ao norte.
O tratado de fronteiras entre o Brasil e o Suriname foi assinado em 5 de maio de 1906 no Rio de Janeiro.

### Chile–Argentina
No livro Nuestras Relaciones con Argentina, de 1970, por Exequiel Gonzáles, verifica-se as bases do acordo fronteiriço entre ambos os países:
A doutrina geográfica que se aplicou [na divisão fronteiriça entre Chile e Argentina], baseada nos princípios do direito internacional mundialmente conhecidos, foi da linha divisória de águas (divortium aquarum). A proposição chilena dizia: 'A linha fronteiriça ocorrerá nessa extensão, pelos cumes mais elevados de ditas cordilheiras [andinas] que se dividam as águas (..).
Já na publicação Historia de las Fronteras de Chile, de Guillermo Lagos Carmona, observa-se:
O limite de norte a sul na cordilheira dos Andes começa no marco tripartite do cerro Zapareli, de 5.654 m, na latitude 22º 49', e termina na interseção do divortium aquarum dos Andes com o paralelo 52º.
Os acordos de fronteira entre ambos os países foram firmados sobretudo no fim do século XVIII.